# Coeficiente de variación
En estadística, cuando se desea hacer referencia a la relación entre el tamaño de la media y la variabilidad de la variable, se utiliza el coeficiente de variación (suele representarse por las siglas "C.V.").
Su fórmula expresa la desviación estándar como porcentaje de la media aritmética, mostrando una interpretación relativa del grado de variabilidad, independiente de la escala de la variable, a diferencia de la desviación típica o estándar. Por otro lado presenta problemas ya que a diferencia de la desviación típica este coeficiente es fuertemente sensible ante cambios de origen en la variable. Por ello es importante que todos los valores sean positivos y su media dé, por tanto, un valor positivo. A mayor valor del coeficiente de variación mayor heterogeneidad de los valores de la variable; y a menor C.V., mayor homogeneidad en los valores de la variable. Por ejemplo, si el C.V es menor o igual al 30%, significa que la media aritmética es representativa del conjunto de datos, por ende el conjunto de datos es "Homogéneo". Por el contrario, si el C.V supera al 30%, el promedio no será representativo del conjunto de datos (por lo que resultará "No Homogéneo").
Se calcula:
{\displaystyle C_{V}={\frac {\sigma }{\bar {x}}}}
Donde {\displaystyle \sigma } es la desviación típica, y {\displaystyle {\bar {x}}} es la Media. Se puede dar en porcentaje calculando:
{\displaystyle C_{V}={\frac {\sigma }{\bar {x}}}\cdot 100}

## Propiedades y aplicaciones
- El coeficiente de variación no posee unidades, es decir es adimensional.
- El coeficiente de variación es frecuentemente menor que uno. Sin embargo, en ciertas distribuciones de probabilidad puede ser 1 o mayor que 1.
- Es insensible ante cambios de escala.

- Para su interpretación se puede expresar como porcentaje, teniendo en cuenta que puede superar el valor 100%.

- Depende de la desviación típica, también llamada "desviación estándar", y en mayor medida de la media aritmética, dado que cuando ésta es 0 o muy próxima a este valor el C.V. pierde significado, ya que puede dar valores muy grandes, que no necesariamente implican una gran dispersión de datos.

- El coeficiente de variación es común en varios campos de la probabilidad aplicada, como teoría de renovación y teoría de colas. En estos campos la distribución exponencial es a menudo más importante que la distribución normal. La desviación típica de una distribución exponencial es igual a su media, por lo que su coeficiente de variación es 1. La distribuciones con un C.V. menor que uno, como la distribución de Erlang se consideran de "baja varianza", mientras que aquellas con un C.V. mayor que uno, como la distribución hiperexponencial se consideran de "alta varianza". Algunas fórmulas en estos campos se expresan usando el cuadrado del coeficiente de variación, abreviado como S.C.V. (por su siglas en inglés)